# Geometry & Topology
Geometry & Topology ist eine mathematische Fachzeitschrift mit Peer-Review, die von Mathematical Sciences Publishers digital sowie als Print-Version herausgebracht wird und Arbeiten aus der Topologie veröffentlicht. 
Sie wurde 1997 gegründet. Jedes Jahr erscheint ein Band, der seit 2018 aus jeweils sieben Heften besteht.
Die ISSN der Print-Ausgabe ist 1465-3060, die der elektronischen Ausgabe 1364-0380.